# Ортизе
Ортизе је насеље у Италији у округу Тренто, региону Трентино-Јужни Тирол.
Према процени из 2011. у насељу је живело 84 становника. Насеље се налази на надморској висини од 1508 м.